# Клубний чемпіонат світу з футболу 2012 (склади)
У таблиці нижче представлені склади команд-учасниць клубного чемпіонату світу з футболу 2012 року.  До складу повинно було входити по 23 гравця, з них 3 воротаря. Склади були оголошені 29 листопада 2012 року. За 24 години до свого першого матчу команди мали право замінити травмованого футболіста.

## «Аль-Аглі»
Головний тренер:  Хоссам Ель-Бадрі
| №  | Поз. | Нац.   | Гравець             |
| -- | ---- | ------ | ------------------- |
| 1  | ВР   | Єгипет | Шеріф Екрамі        |
| 2  | ЗХ   | Єгипет | Саад Самір          |
| 3  | ЗХ   | Єгипет | Рамі Рабія          |
| 4  | ЗХ   | Єгипет | Шеріф Абдель-Фаділь |
| 5  | ПЗ   | Єгипет | Шехаб Ель-Дін Ахмед |
| 6  | ЗХ   | Єгипет | Ваель Гомаа         |
| 8  | ПЗ   | Єгипет | Мохамед Баракат     |
| 9  | НП   | Єгипет | Емад Метеаб         |
| 11 | ПЗ   | Єгипет | Валід Соліман       |
| 12 | ЗХ   | Єгипет | Ахмед Шадід Кенаві  |
| 13 | ВР   | Єгипет | Ахмед Адель         |
| 14 | ПЗ   | Єгипет | Хоссам Галі         |

| №  | Поз. | Нац.       | Гравець             |
| -- | ---- | ---------- | ------------------- |
| 15 | НП   | Єгипет     | Гедо                |
| 16 | ВР   | Єгипет     | Махмуд Абу Ель-Сауд |
| 17 | ЗХ   | Єгипет     | Саєд Моавад         |
| 18 | НП   | Єгипет     | Аль-Саєд Хамді      |
| 19 | ПЗ   | Єгипет     | Абдалла Саїд        |
| 22 | ПЗ   | Єгипет     | Мохамед Абутріка    |
| 23 | ЗХ   | Єгипет     | Мохамед Нагіб       |
| 24 | ЗХ   | Єгипет     | Ахмед Фатхі         |
| 25 | ПЗ   | Єгипет     | Хоссам Ашур         |
| 26 | НП   | Мавританія | Домінік да Сілва    |
| 27 | ПЗ   | Єгипет     | Трезеге             |

## «Окленд Сіті»
Головний тренер:  Рамон Трибульєтч
| №  | Поз. | Нац.          | Гравець           |
| -- | ---- | ------------- | ----------------- |
| 1  | ВР   | Нова Зеландія | Джейкоб Спунлі    |
| 2  | ЗХ   | Нова Зеландія | Саймон Армс       |
| 3  | ЗХ   | Японія        | Такуя Івата       |
| 4  | ЗХ   | Нова Зеландія | Рікі ван Стеден   |
| 5  | ЗХ   | Іспанія       | Анхель Берланга   |
| 6  | ПЗ   | Нова Зеландія | Джейсон Гікс      |
| 7  | ЗХ   | Нова Зеландія | Джеймс Прітчетт   |
| 8  | ПЗ   | Уельс         | Крістофер Бейл    |
| 9  | НП   | Іспанія       | Манель Експозіто  |
| 10 | НП   | Коста-Рика    | Луїс Корралес     |
| 11 | ПЗ   | Нова Зеландія | Даніель Копрівчіч |

| №  | Поз. | Нац.              | Гравець              |
| -- | ---- | ----------------- | -------------------- |
| 12 | ВР   | Нова Зеландія     | Таматі Вільямс       |
| 13 | ПЗ   | Нова Зеландія     | Алекс Фенерідіс      |
| 14 | НП   | Англія            | Адам Дікікнсон       |
| 15 | ЗХ   | Нова Зеландія     | Іван Віцеліч         |
| 16 | ПЗ   | Іспанія           | Альберт Рієра Відаль |
| 17 | ПЗ   | Іспанія           | Педро Гарсія         |
| 18 | ВР   | Нова Зеландія     | Лаям Андерсон        |
| 19 | ПЗ   | Нова Зеландія     | Деніел Саріч         |
| 20 | НП   | Аргентина         | Емільяно Таде        |
| 21 | ПЗ   | Папуа Нова Гвінея | Девід Браун          |
| 22 | ЗХ   | Нова Зеландія     | Ендрю Мілн           |

## «Челсі»

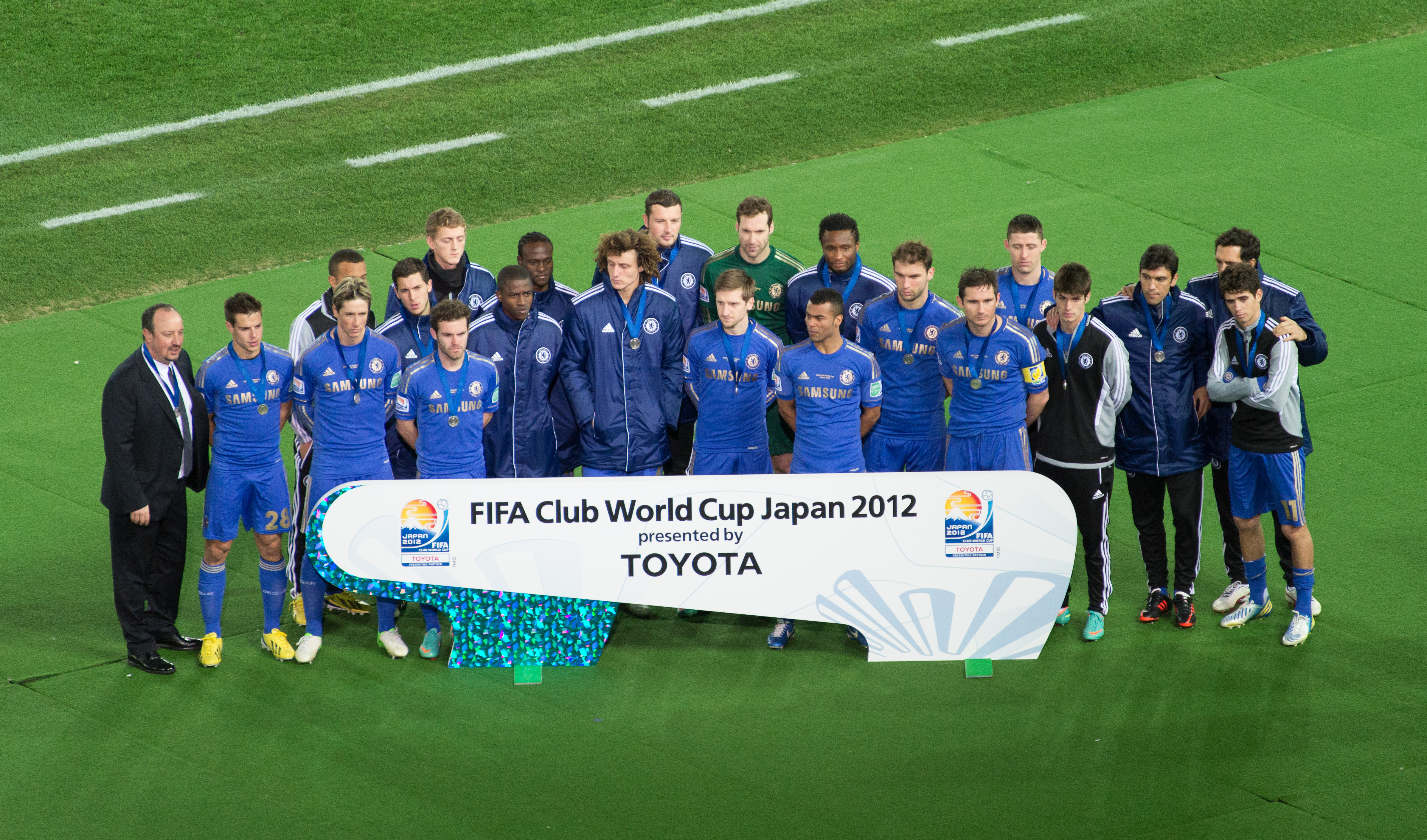
«Челсі» після фінального матчу.

Головний тренер:  Рафаель Бенітес
| №  | Поз. | Нац.     | Гравець            |
| -- | ---- | -------- | ------------------ |
| 1  | ВР   | Чехія    | Петр Чех           |
| 2  | ЗХ   | Сербія   | Бранислав Іванович |
| 3  | ЗХ   | Англія   | Ешлі Коул          |
| 4  | ЗХ   | Бразилія | Давід Луїс         |
| 6  | ПЗ   | Бразилія | Оріоль Ромеу       |
| 7  | ПЗ   | Бразилія | Рамірес            |
| 8  | ПЗ   | Англія   | Френк Лемпард      |
| 9  | НП   | Іспанія  | Фернандо Торрес    |
| 10 | ПЗ   | Іспанія  | Хуан Мата          |
| 11 | ПЗ   | Бразилія | Оскар              |
| 12 | ПЗ   | Нігерія  | Джон Обі Мікел     |
| 13 | НП   | Нігерія  | Віктор Мозес       |

| №  | Поз. | Нац.       | Гравець           |
| -- | ---- | ---------- | ----------------- |
| 17 | ПЗ   | Бельгія    | Еден Азар         |
| 19 | ЗХ   | Португалія | Паулу Феррейра    |
| 21 | ПЗ   | Німеччина  | Марко Марін       |
| 22 | ВР   | Англія     | Рос Тернбул       |
| 23 | НП   | Англія     | Деніел Старрідж   |
| 24 | ЗХ   | Англія     | Гарі Кегілл       |
| 26 | ЗХ   | Англія     | Джон Террі        |
| 28 | ЗХ   | Іспанія    | Сесар Аспілікуета |
| 34 | ЗХ   | Англія     | Раян Бертранд     |
| 35 | НП   | Бразилія   | Лукас Піазон      |
| 40 | ВР   | Португалія | Енріке Іларіу     |
| 56 | ПЗ   | Англія     | Джордж Севілл     |

## «Монтеррей»
Головний тренер:  Віктор Мануель Вусетіч
| №  | Поз. | Нац.    | Гравець            |
| -- | ---- | ------- | ------------------ |
| 1  | ВР   | Мексика | Хонатан Ороско     |
| 2  | ЗХ   | Мексика | Северо Меса        |
| 3  | ЗХ   | Мексика | Леобардо Лопес     |
| 4  | ЗХ   | Мексика | Рікардо Осоріо     |
| 5  | ЗХ   | Мексика | Дарвін Чавес       |
| 6  | ЗХ   | Мексика | Ектор Моралес      |
| 7  | ПЗ   | Мексика | Едгар Соліс        |
| 8  | ПЗ   | Мексика | Херардо Морено     |
| 9  | НП   | Мексика | Альдо де Нігріс    |
| 10 | НП   | Мексика | Гільєрмо Мадрігаль |
| 11 | ЗХ   | Еквадор | [[[Вальтер Айові]] |
| 12 | ВР   | Мексика | Алехандро Даутт    |

| №  | Поз. | Нац.      | Гравець                |
| -- | ---- | --------- | ---------------------- |
| 13 | НП   | Мексика   | Даріо Карреньйо        |
| 14 | ПЗ   | Мексика   | Хесус Корона           |
| 15 | ЗХ   | Аргентина | Хосе Марія Басанта     |
| 18 | ПЗ   | Аргентина | Нері Кардосо           |
| 19 | НП   | Аргентина | Сесар Дельгадо         |
| 20 | ЗХ   | Мексика   | Оскар Себастьян Гарсія |
| 21 | ЗХ   | Мексика   | Ірам М'єр              |
| 23 | ВР   | Мексика   | Хуан де Діос Ібарра    |
| 24 | ЗХ   | Мексика   | Серхіо Перес Моя       |
| 26 | НП   | Чилі      | Умберто Суасо          |
| 59 | НП   | Мексика   | Сальвадор Хассо        |

## «Корінтіанс»

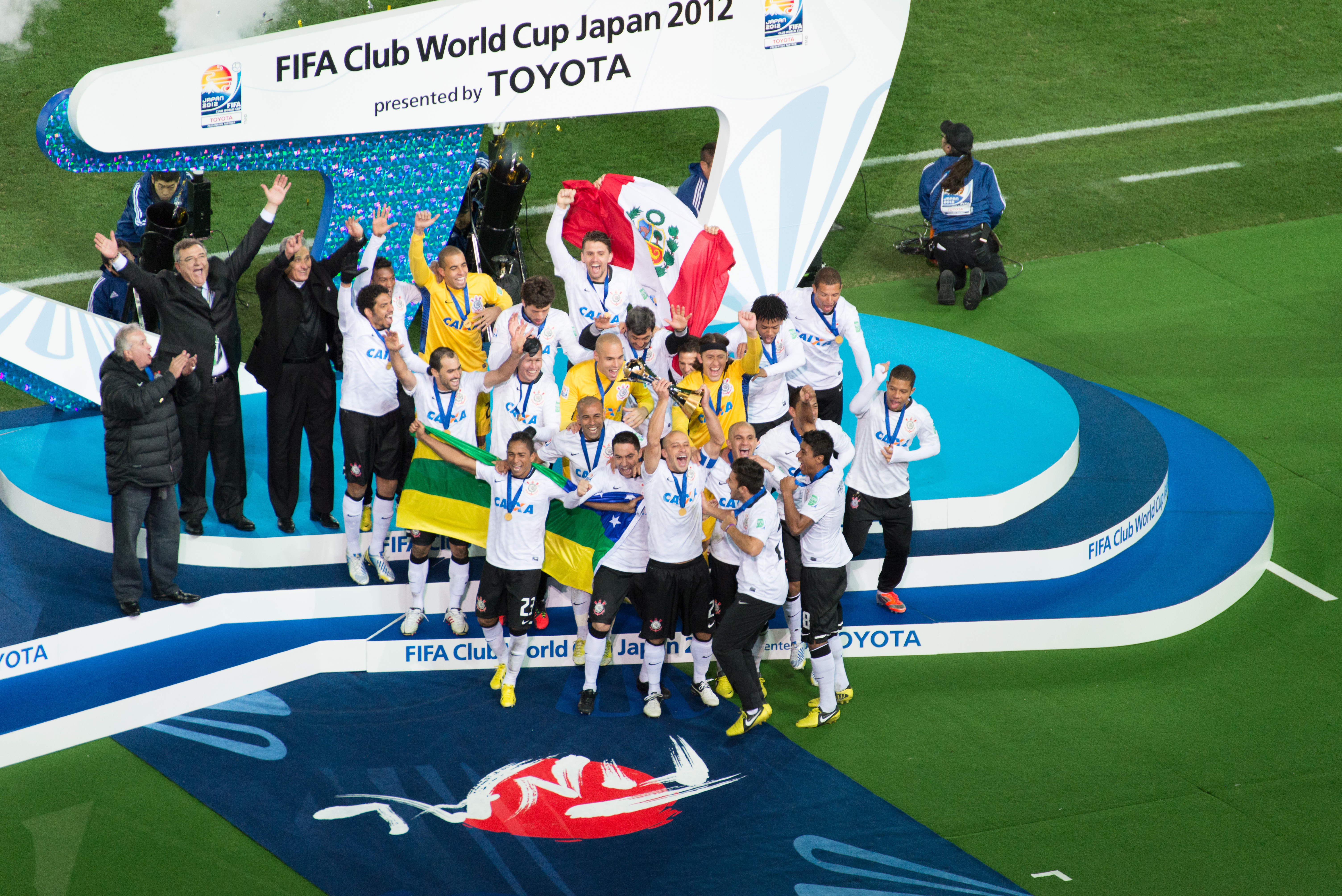
«Корінтіанс» після фінального матчу.

Головний тренер:  Тіте
| №  | Поз. | Нац.      | Гравець               |
| -- | ---- | --------- | --------------------- |
| 1  | ВР   | Бразилія  | Жуліо Сезар           |
| 2  | ЗХ   | Бразилія  | Алессандро            |
| 3  | ЗХ   | Бразилія  | Шикан                 |
| 4  | ЗХ   | Бразилія  | Воллас                |
| 5  | ПЗ   | Бразилія  | Ралф                  |
| 6  | ЗХ   | Бразилія  | Фабіо Сантос          |
| 7  | НП   | Аргентина | Хуан Мануель Мартінес |
| 8  | ПЗ   | Бразилія  | Паулінью              |
| 9  | НП   | Перу      | Хосе Паоло Герреро    |
| 10 | ПЗ   | Бразилія  | Дуглас                |
| 11 | НП   | Катар     | Емерсон Шейх          |
| 12 | ВР   | Бразилія  | Кассіо Рамос          |

| №  | Поз. | Нац.     | Гравець            |
| -- | ---- | -------- | ------------------ |
| 13 | ЗХ   | Бразилія | Пауло Андре        |
| 15 | ЗХ   | Бразилія | Андерсон Полга     |
| 17 | ПЗ   | Бразилія | Вілліан Аран       |
| 20 | ПЗ   | Бразилія | Даніло             |
| 21 | ПЗ   | Бразилія | Еденілсон          |
| 22 | ВР   | Бразилія | Даніло Фернандес   |
| 23 | НП   | Бразилія | Жорже Енріке       |
| 26 | ЗХ   | Бразилія | Гільєрме Андраде   |
| 28 | ЗХ   | Бразилія | Феліпе Монтейро    |
| 29 | ПЗ   | Бразилія | Джованні Пікколомо |
| 31 | НП   | Бразилія | Ромарінью          |

## «Санфречче Хіросіма»
Головний тренер:  Хадзіме Моріясу
| №  | Поз. | Нац.           | Гравець           |
| -- | ---- | -------------- | ----------------- |
| 1  | ВР   | Японія         | Сюсаку Нісікава   |
| 2  | ЗХ   | Південна Корея | Хван Сок Хо       |
| 4  | ЗХ   | Японія         | Хірокі Мідзумото  |
| 5  | ЗХ   | Японія         | Кадзухіко Тіба    |
| 6  | ПЗ   | Японія         | Тосихіро Аояма    |
| 7  | ПЗ   | Японія         | Кодзі Морісакі    |
| 8  | ПЗ   | Японія         | Кадзуюкі Морісакі |
| 9  | НП   | Японія         | Наокі Ісіхара     |
| 11 | НП   | Японія         | Хісато Сато       |
| 13 | ВР   | Японія         | Такуя Масуда      |
| 14 | ПЗ   | Хорватія       | Міхаель Микич     |
| 15 | ПЗ   | Японія         | Йодзіро Такахагі  |

| №  | Поз. | Нац.   | Гравець          |
| -- | ---- | ------ | ---------------- |
| 16 | ПЗ   | Японія | Сатору Ямагісі   |
| 18 | НП   | Японія | Рюїті Хірасіге   |
| 20 | ПЗ   | Японія | Хіронорі Ісікава |
| 21 | ВР   | Японія | Ютаро Хара       |
| 22 | ЗХ   | Японія | Цубаса Йокотаке  |
| 24 | ЗХ   | Японія | Рьота Морівакі   |
| 25 | НП   | Японія | Дзуня Осакі      |
| 27 | ПЗ   | Японія | Кохеї Сімідзу    |
| 30 | ЗХ   | Японія | Сіндзі Цудзіо    |
| 33 | ЗХ   | Японія | Цукаса Сіотані   |
| 35 | ПЗ   | Японія | Кодзі Накадзіма  |

## «Ульсан Хьонде»
Головний тренер:  Kim Ho-Gon
| №  | Поз. | Нац.           | Гравець      |
| -- | ---- | -------------- | ------------ |
| 1  | ВР   | Південна Корея | Кім Йон Гван |
| 2  | ЗХ   | Південна Корея | Лі Йон       |
| 3  | ЗХ   | Південна Корея | Лі Дже Сон   |
| 5  | ЗХ   | Південна Корея | Квак Тхе Хві |
| 7  | ПЗ   | Південна Корея | Ко Чхан Хьон |
| 8  | ПЗ   | Південна Корея | Лі Хо        |
| 9  | НП   | Південна Корея | Кім Сін Ук   |
| 10 | НП   | Бразилія       | Мараньян     |
| 11 | НП   | Південна Корея | Лі Гин Хо    |
| 13 | ПЗ   | Південна Корея | Кім Син Йон  |
| 14 | ПЗ   | Південна Корея | Кім Йон Сам  |
| 15 | ПЗ   | Південна Корея | Кім Дон Сук  |

| №  | Поз. | Нац.           | Гравець              |
| -- | ---- | -------------- | -------------------- |
| 17 | ПЗ   | Південна Корея | Ко Силь Гі           |
| 18 | ВР   | Південна Корея | Кім Син Гю           |
| 19 | НП   | Бразилія       | Рафінья              |
| 20 | ПЗ   | Колумбія       | Хуліан Естівен Велес |
| 21 | НП   | Південна Корея | Лі Син Рюль          |
| 22 | ЗХ   | Південна Корея | Чхве Богьон          |
| 24 | ЗХ   | Південна Корея | Лім Чхан У           |
| 25 | ПЗ   | Південна Корея | Чхве Джин Су         |
| 27 | ЗХ   | Південна Корея | Кан Джин Ук          |
| 28 | ПЗ   | Південна Корея | Кім Йон Те           |
| 31 | ВР   | Південна Корея | Чун Хон Сук          |